# Phalacrus brunnipes
Phalacrus brunnipes is een keversoort uit de familie glanzende bloemkevers (Phalacridae). De wetenschappelijke naam van de soort werd in 1863 gepubliceerd door Charles Nicolas François Brisout de Barneville.